# 아이돌 온 스테이지
아이돌 온 스테이지(Idol on Stage)는 1993년 10월 10일부터 1997년 3월 30일까지 NHKBS2에서  방송된 음악 버라이어티 프로그램 이었다.

## 개요
나카이 마사히로·TOKIO·KinKi Kids·CoCo·오오무라 신 유미가 나왔지만 남녀 묻지 않고 다양한 아이돌이 출연했었다.
 젊은 층을 겨냥한 음악 버라이어티 프로그램으로써 지금까지 배후자적인 존재였던 쟈니즈 Jr가 시작한 프로그램이기도 하다.
방송종료후, 일요일 저녁의 음악 프로그램은 「뮤직·점프」를 거쳐 현재의 선데이 영 뮤직 「더 소년클럽」으로 계속 이어가고있다.

## 프로그램 컨셉
프로그램의 제작 발표 기자회견에서 프 「 「노래할 수 있는 아이돌이 이렇게 있다」라고 하는 것을 전하고 머지않아 공개 녹화도 목표로 한다.」로 방송이 시작되었다.방송 개시 당초 1993년은, 70년대~80년대층을 위한 음악 프로그램은 일제히 종료를 맞이하고 있어 이른바 아이돌 가수의 활약의 장소가 한정되어 있었던 시대에서 시작되었다.

## 사회자
- 나카이 마사히로 (1993년 10월 10일~1995년 9월 10일까지)- 초대
- 우치우미 코지 (1995년 8월 6일~)- 2대째(1996년 4월 7일)
- 칸다 우노 (1996년 4월 7일~1997년 3월 30일)